# Durupınar

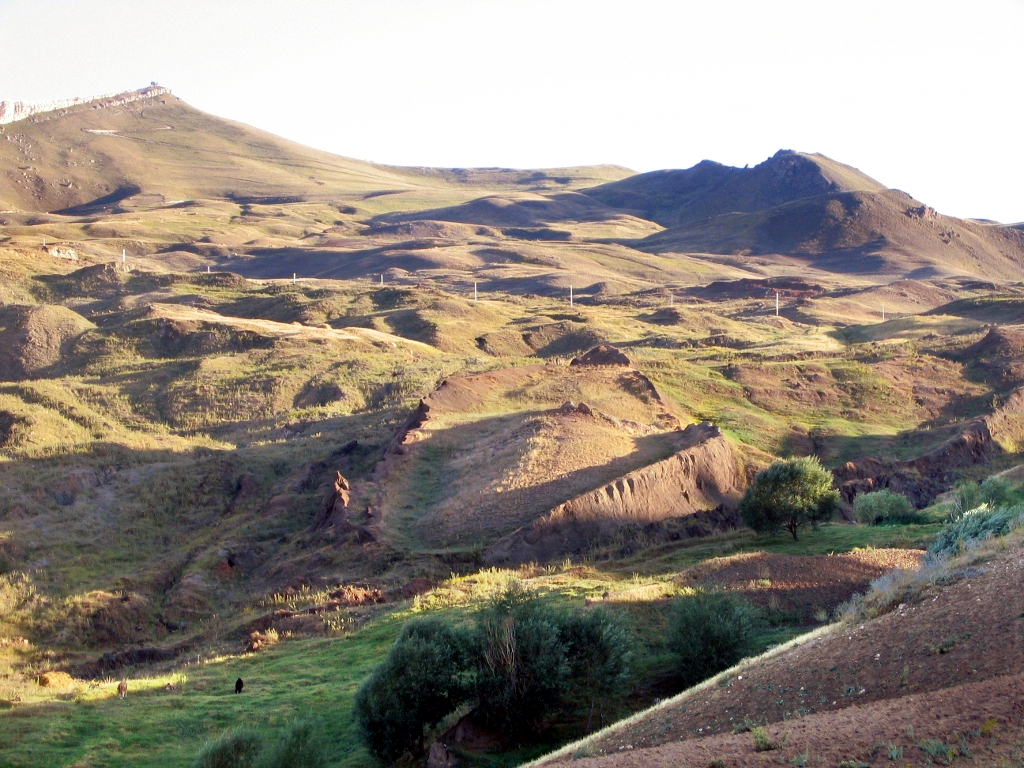
Durupınar, angebliche „Arche Noah“

Als Durupınar wird auf Türkisch eine geologische Formation in der Nähe der Stadt Doğubeyazıt in der Ost-Türkei bezeichnet, die die Form eines Schiffsrumpfes hat. Entdeckt wurde die Formation ursprünglich von einem türkischen Bauern im Jahr 1948. Wissenschaftlich untersucht wurde die Formation 1960, nachdem Ilhan Durupınar sie auf einer Luftaufnahme der türkischen Luftwaffe entdeckte, als er im Oktober 1959 im Auftrag der NATO Kartierungsarbeiten durchführte. Durupınar informierte die türkische Regierung über seine Entdeckung und im September 1960 wurde die Stätte durch eine Gruppe der Archäologischen Forschungsstiftung untersucht. Nach zwei Tagen Graben und Sprengen innerhalb der „bootförmigen“ Formation fanden die Forscher nur Erde und Felsen. In ihrer offiziellen Pressemitteilung kamen sie zum Schluss, dass „keine sichtbaren archäologischen Überreste vorhanden waren“ und dass diese Formation „eine Laune der Natur und nicht von Menschenhand geschaffen“ sei.
Eine 1996 publizierte geologische Untersuchung der Steine, die vom Geologen Lorence Collins in Zusammenarbeit mit ihrem ursprünglichen Entdecker David Fasold veröffentlicht wurde, ergab, dass sie aus lokalem Gestein stammen und daher nicht aus Mesopotamien, dem vermuteten Ursprungsort der Arche, stammen können.